# Nacionalno prvenstvo ZDA 1912
Nacionalno prvenstvo ZDA 1912 v tenisu.

## Moški posamično
Maurice McLoughlin :  Wallace F. Johnson  3-6 2-6 6-2 6-4 6-2

## Ženske posamično
Mary Browne :  Eleonora Sears  6-4, 6-2

## Moške dvojice
Maurice McLoughlin /  Tom Bundy :  Raymond Little /  Gustave F. Touchard 3–6, 6–2, 6–1, 7–5

## Ženske dvojice
Mary Browne /  Dorothy Greene :  Maud Barger-Wallach /  Mrs. Frederick Schmitz 6–2, 5–7, 6–0

## Mešane dvojice
Mary Browne /  Bill Tilden :  Eleonora Sears /  William Clothier 6–4, 2–6, 11–9